# Northampton megye (Virginia)
Northampton megye az Amerikai Egyesült Államokban, azon belül Virginia államban található. Megyeszékhelye Eastville, legnagyobb városa Exmore. Lakosainak száma 12 282 fő (2020. április 1.). Northampton megye Accomack és Virginia Beach megyékkel határos.

## Népesség
A megye népességének változása:
| Lakosok száma | 12 399 | 12 454 | 12 258 | 12 125 | 12 155 | 12 282 |
|               | 2010   | 2011   | 2012   | 2013   | 2015   | 2020   |